# Gualtiero di Sens
Gualtiero, italianizzazione del nome Walter, chiamato anche Vaulter, (... – 923) fu arcivescovo di Sens dall'887 alla morte.

## Biografia
Apparteneva alla stirpe dei Guandalberti/Gualtieri (Waldalbertus/Waltarius). Consacrò Oddone come re dei Franchi Occidentali nell'888, Roberto I nel luglio 922 e Rodolfo di Francia il 13 luglio 923, tutti nella chiesa dell'abbazia di San Medardo di Soissons. Egli tradì Carlo il Calvo e, secondo Karl Ferdinand Werner, diede il nome al personaggio della Chanson de Roland Gano di Maganza.
Ereditò senza dubbio dallo zio Gualtiero, vescovo di Orléans, un superbo sacramentario composto tra l'855 e l'873 per l'abbazia di Saint-Amand a Saint-Amand-les-Eaux. Questo sacramentario, che donò alla chiesa di Sens, costituisce uno dei monumenti più curiosi dell'arte carolingia ed è oggi conservato nella biblioteca di Stoccolma.